# Altroquando
Altroquando (Elsewhen), tradotto anche come Nella trama del tempo, è un racconto lungo di fantascienza del 1941 dello scrittore statunitense Robert A. Heinlein sul tema dei viaggi nel tempo e degli universi paralleli.
Nella storia si ipotizza che la mente umana non sia legata alla "periferia spaziotemporale" del nostro qui e ora, ma possa spostarsi tra le realtà del multiverso.

## Storia editoriale
La versione originale scritta nel maggio 1939 era un racconto con cinque studenti, inseguimento di aerei e un cannone; una versione modificata da John W. Campbell/Kay Tarrant, con quattro studenti, intitolata Elsewhere fu pubblicato nel numero del settembre 1941 della rivista Astounding Science-Fiction, con lo pseudonimo di Caleb Saunders.
In seguito una versione revisionata dopo la guerra, con cinque studenti, aviogetti e razzi, nuovamente intitolata Elsewhen, è stata inclusa nell'antologia Assignment in Eternity del 1953, tradotta in italiano da Maurizio Gavioli e pubblicata con il titolo Missione nell'eternità dalla Fanucci Editore nel 1976 e nel 1992, in questa edizione il racconto è intitolato Altroquando.
Frattanto la prima traduzione italiana, di Ugo Carrega, intitolata Nella trama del tempo era stata inclusa in un'antologia personale intitolata Vortice Nero pubblicata nel 1968 e ristampata nel 1976.

## Trama
È la storia di cinque studenti che frequentano un seminario di metafisica speculativa dove il professor Arthur Frost spiega come ha imparato a usare la sua mente per spostarsi su linee temporali di probabilità alternative.
Usando l'ipnosi egli permette loro di scegliere se spostarsi avanti o indietro nel tempo, 'lateralmente' in mondi alternativi o verso realtà altamente improbabili.
Martha Ross, che è una persona religiosa, sceglie il 'sentiero nelle probabilità' raggiungendo la sua versione del paradiso dove diventa un angelo.
Estelle Martin viaggia nel futuro dove si fonde con un'altra identità diventando una sacerdotessa; Howard Jenkins, uno studente di ingegneria d'indole materialista, vorrebbe seguire Estelle della quale è innamorato, ma all'inizio non riesce e resta nella stanza, in seguito la raggiunge insieme al professore e si fonde con l'identità di un militare; la coppia si stabilisce in un universo che ricorda quello di Flash Gordon, dove alla fine rimarrà anche il professore.
Anche Helen Fisher sceglie il 'sentiero nelle probabilità' e torna dopo aver viaggiato per vari mondi alieni ed inospitali.
In seguito decide di seguire Robert Monroe, che è andato in una realtà alternativa dove si è fuso con un'altra identità trasformandosi anche fisicamente.
La coppia si stabilisce in un mondo in guerra contro misteriosi invasori e riceve aiuti per il conflitto dall'altra coppia, che condivide la tecnologia del loro universo.

## Ispirazione
Il concetto di multiverso esplorato per la prima volta in Elsewhen viene pienamente sviluppato da Heinlein nei romanzi del ciclo del World as Myth, in particolare Il numero della bestia (1980), Il gatto che attraversa i muri (1985) e Oltre il tramonto (1987).

## Critica
Secondo Panshin questa storia, nella quale raggiungere qualsiasi tempo o qualsiasi possibilità è semplicemente una questione di pensare correttamente, è davvero insulsa e sorprende che Heinlein l'abbia scritta e ancor più che Campbell l'abbia acquistata e stampata.

## Influenza culturale
Anche se scritto nel 1939, utilizzando materiali divulgato da John William Dunne, il racconto ha guadagnato nuovo credito sulla scia dell'interpretazione a molti mondi di John Archibald Wheeler e Hugh Everett.
Lo Speciale N. 2 di Dylan Dog uscito il 1 luglio 1988 ha come titolo "Gli orrori di Altroquando".

### Edizioni
- Robert A. Heinlein, Altroquando, in Missione nell'eternità (antologia), collana Economica Tascabile, traduzione di Maurizio Gavioli, n. 7, Fanucci Editore, 1976,  pp. 129-167, ISBN 88-347-0352-9.

### Fonti critiche
- (EN) James Daniel Gifford, The New Heinlein Opus List, in Robert A. Heinlein: A Reader's Companion (PDF), Nitrosyncretic Press, 2000, ISBN 978-0-9679874-1-5. URL consultato il 12 ottobre 2015.

- (EN) Alexei Panshin, II. THE PERIOD OF INFLUENCE - 3. 1941, in Heinlein in dimension, Chicago, Advent:Publishers Inc, aprile 1968. URL consultato il 27 novembre 2015.